# Llista de caixes d'estalvi de Catalunya
La llista de caixes d'estalvi de Catalunya ha variat al llarg dels anys, algunes d'elles es van fusionar i d'altres van ser absorbides per altres entitats com Caixa de Lleida, entre d'altres.
A la dècada del 2000 hi havia 10 caixes catalanes, però arran de la crisi financera de la darreria de la dècada el Banc d'Espanya va obligar el sector de les caixes d'Espanya a fusionar-se o a ser intervingudes per acabar sent absorbides o fusionades a altres entitats. El reordenament inicial del sistema va reduir el nombre d'entitats a tres caixes (la Caixa, Unnim i CatalunyaCaixa) i dues (Caixa Penedès i Caixa Laietana) integrades en un SIP, cadascuna, amb altres caixes espanyoles. En una segona fase el Banc d'Espanya va intervenir Unnim (100%) i CatalunyaCaixa (90%).
| Tercera reordenació (2013-2016)                                                  | Segona reordenació (2009-2011) | Primera reordenació (1979-1992) | Caixes formants                          |  |
| -------------------------------------------------------------------------------- | ------------------------------ | ------------------------------- | ---------------------------------------- |  |
| CaixaBank                                                                        | CaixaBank                      | La Caixa                        | Caixa de Pensions de Catalunya i Balears |  |
| CaixaBank                                                                        | CaixaBank                      | La Caixa                        | Caixa de Barcelona                       |  |
| CaixaBank                                                                        | CaixaBank                      | La Caixa                        | Caixa de Lleida                          |  |
| CaixaBank                                                                        | CaixaBank                      | La Caixa                        | Caixa de la Sagrada Família              |  |
| CaixaBank                                                                        | CaixaBank                      | La Caixa                        | Caixa Rural del Pirineu                  |  |
| CaixaBank                                                                        | CaixaBank                      | La Caixa                        | Caixa Rural Provincial de Barcelona      |  |
| CaixaBank                                                                        | CaixaBank                      | Caixa Girona                    |                                          |  |
| BBVA                                                                             | CatalunyaCaixa                 | Caixa Catalunya                 | Caixa Catalunya                          |  |
| BBVA                                                                             | CatalunyaCaixa                 | Caixa Catalunya                 | Caixa d'Avicultors de Reus               |  |
| BBVA                                                                             | CatalunyaCaixa                 | Caixa Catalunya                 | Caixa Rural de Penedès-Garraf            |  |
| BBVA                                                                             | CatalunyaCaixa                 | Caixa Tarragona                 |                                          |  |
| BBVA                                                                             | CatalunyaCaixa                 | Caixa Manresa                   |                                          |  |
| BBVA                                                                             | Unnim Banc                     | Caixa Manlleu                   | Caixa Manlleu                            |  |
| BBVA                                                                             | Unnim Banc                     | Caixa Sabadell                  |                                          |  |
| BBVA                                                                             | Unnim Banc                     | Caixa Terrassa                  |                                          |  |
| Banc Sabadell                                                                    | Banc Mare Nostrum              | Caixa Penedès                   | Caixa Penedès                            |  |
| Bankia                                                                           | Bankia                         | Caja Madrid                     | Caixa de Crèdit de Granollers            |  |
| Bankia                                                                           | Bankia                         | Caja Madrid                     | Caixa Rural de Reus                      |  |
| Bankia                                                                           | Bankia                         | Caja Madrid                     | Caixa Rural Provincial de Girona         |  |
| Bankia                                                                           | Bankia                         | Caixa Laietana                  |                                          |  |
| Ibercaja                                                                         | Ibercaja                       | Ibercaja                        | Caixa Rural de Segre-Cinca               |  |
| Ibercaja                                                                         | Ibercaja                       | Ibercaja                        | Caixa Rural de Catalunya                 |  |
| Caixa Guissona                                                                   |                                |                                 |                                          |  |
| Caixa d'Enginyers                                                                |                                |                                 |                                          |  |
| Bantierra                                                                        | Multicaja                      | Caixa d'Advocats                | Caixa d'Advocats                         |  |
| Caixa d'Arquitectes                                                              |                                |                                 |                                          |  |
| Agrícola i Caixa Agrària i Secció de Crèdit de la Selva del Camp - COSELVA, SCCL |                                |                                 |                                          |  |

Llista caixes absorbides:
- Caixa de Lleida (1979), adquirida per Caixa de Pensions de Catalunya i Balears (la Caixa).
- Caixa de la Sagrada Família (1979), adquirida per Caixa de Barcelona (la Caixa).
- Caixa Rural del Pirineu (1986), adquirida per Caixa d'Estalvis de Barcelona (la Caixa).
- Caixa de Crèdit de Granollers (1986), adquirida per Caja Madrid.
- Caixa Rural de Reus (1986), adquirida per Caja Madrid.
- Caixa Rural Provincial de Girona (1987), adquirida per Caja Madrid.
- Caixa Rural de Segre-Cinca (1988), adquirida per iberCaja.
- Caixa d'Avicultors de Reus (1988), adquirida per Caixa Catalunya.
- Caixa Rural Provincial de Barcelona (1988), adquirida per Caixa de Barcelona (la Caixa).
- Caixa de Pensions de Catalunya i Balears i Caixa de Barcelona (1990), es converteixen en "la Caixa".[5]
- Caixa Rural de Catalunya (1991), adquirida per iberCaja.
- Caixa Rural de Penedès-Garraf (1992), adquirida per Caixa Catalunya.
- Caixa d'Estalvis de Girona (2010), absorbida per la Caixa.
- Caixa Manlleu, Caixa Sabadell i Caixa Terrassa es fusionen en Caixa d'Estalvis Unió de Caixes de Manlleu, Sabadell i Terrassa o Unnim (2012).[6]
- Caixa d'Estalvis Unió de Caixes de Manlleu, Sabadell i Terrassa o Unnim (2013), adquirida per BBVA.[7]